# Бруннер, Эрих
Эрих Бруннер (нем. Erich Brunner; 11 декабря 1885, Плауэн, Королевство Саксония — 16 мая 1938, Цюрих) — швейцарский шахматный композитор; теоретик логической школы в задаче. Автор ряда тем, наиболее известные из которых посвящены пересечению линий действия фигур (см. Бруннера — Новотного тема, Бруннера — Тертона тема и другие).